# 鮑德溫斯維爾 (紐約州)
鮑德溫斯維爾（英語：Baldwinsville）是位於美國紐約州奧農達加縣的村。

## 人口
根據2020年美國人口普查的數據，鮑德溫斯維爾的面積為8.71平方千米，當中陸地面積為8.26平方千米，而水域面積為0.45平方千米。當地共有人口7898人，而人口密度為每平方千米907人。